# Penthetor lucasi
Penthetor lucasi — вид рукокрилих, родини Криланових, який зустрічається на Малайському півострові і островах Борнео, Суматра.

## Морфологія
Морфометрія. Довжина голови й тіла, приблизно: 114 мм, хвіст: 8—10 мм, передпліччя: 57—67 мм, вага: 30—55 грам.
Опис. Хутро грубе і димно-коричневого кольору. Цей крилановий може бути визнаний комбінацією таких ознак як одна пара нижніх різців і вкрай худий хвіст.

## Поширення та екологія
Країни поширення: Бруней-Даруссалам, Індонезія, Малайзія. Лаштує сідала в печерах, тріщинах між великими валунами і живе великими колоніями у більш ніж 100 особин. Мешкає у вторинних і первинних низинних і пагорбових лісах. З'являється відразу після заходу, щоб харчуватися на найближчих фруктових плантаціях. Насіння та лушпиння багатьох видів фруктів часто лежить сміттям на підлозі печери під сідалом, вказуючи, що плоди забираються у печеру, щоб бути з'їденими. Відтворення мабуть сезонне.  